# Ruaha Nationalpark
Ruaha Nationalpark er Tanzanias næststørste nationalpark. Den har et areal på omkring 12.950 km², og ligger midt i Tanzania, omkring 130 km fra byen Iringa, i regionerne Iringa og Mbeya. Parken er del af et større økosystem som også omfatter Rungwa vildtreservat, Usangu vildtreservat og andre beskyttede områder.
Parken er opkaldt efter floden Ruaha, som løber langs den sydøstlige  kant af nationalparken, og er fokusområdet for at se parkens dyr. Parken blev oprettet som en forlængelse af Rungwa vildtreservat i 1951, efter forslag fra George Gilman Rushby. De som boede i området på denne tid, blev tvunget til at flytte væk. I 1964 blev parken skilt ud fra vildtreservatet, og fik hævet sin status til nationalpark.